# پرستوی پاکمرنگ
پرستوی پاکمرنگ (نام علمی: Notiochelidon flavipes) نام یک گونه از تیره پرستو است.